# 焼香

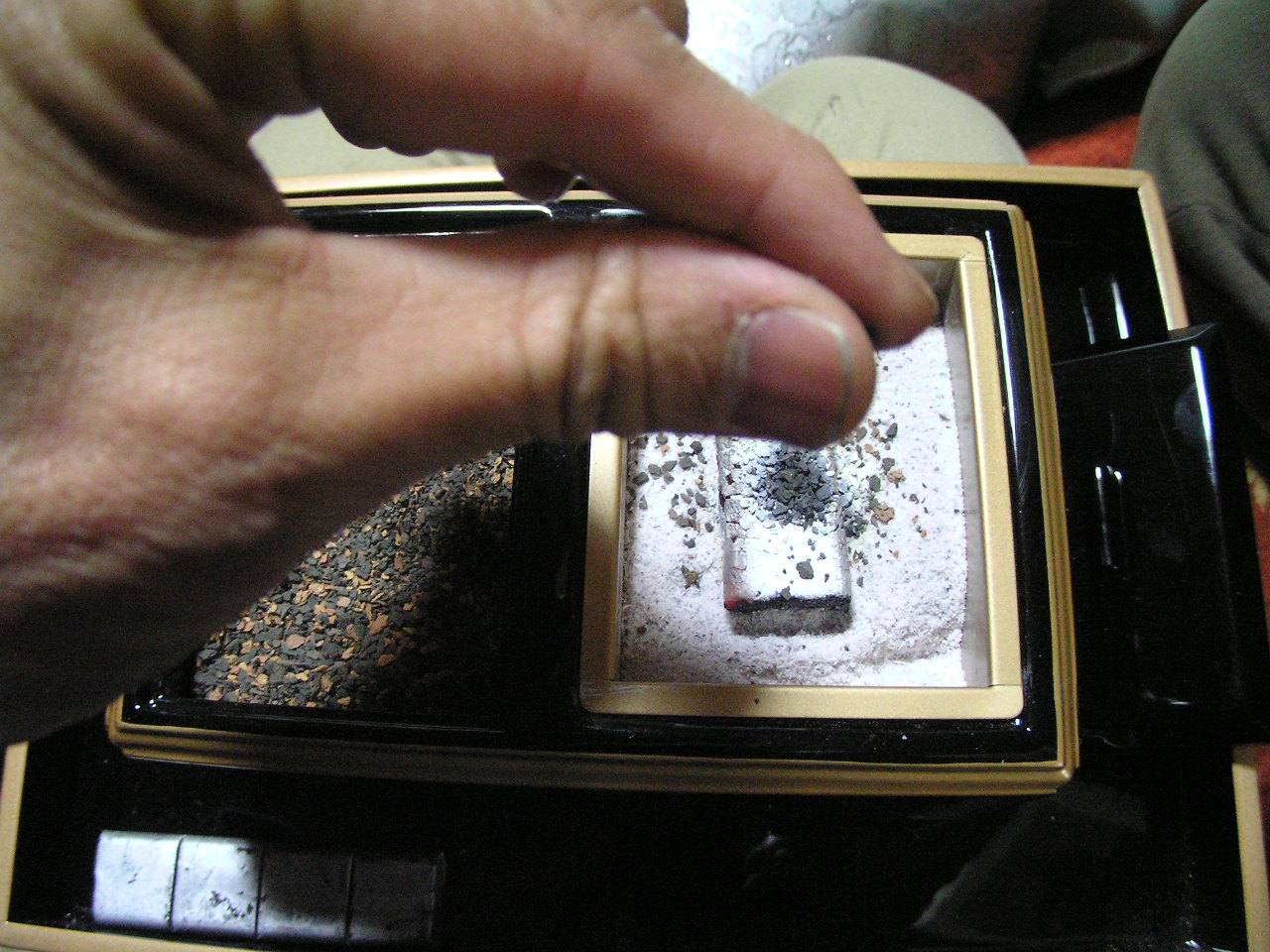
通夜における焼香の様子

焼香（しょうこう）とは、仏教において、香を焚くこと。特に、仏や死者に対して香を焚いて拝むこと。焚香ともいう。塗香に対する言葉。

## 概要
線香で行う場合と抹香で行う場合がある。線香焼香は、日常のお参りに用いられるもので、一般には「線香を上げる」と言われる。抹香焼香は、細かくした香（抹香）をつまみ、香炉にパラパラと落として焚くもの。通夜、葬儀、法要などで行われる。一般的には、後者を焼香という。
心と身体の穢れを取り除き、清浄な心でお参りする際の作法とされる。左手に数珠を掛けて右手で焼香をする。親指、人指し指、中指の三指で香をつまむが、作法は宗派によって異なる。

## 形式

### 焼香の種類
- 立礼焼香

遺族や会葬者が遺影の前で立った状態で順次焼香していく形式。
- 座礼焼香

遺族や会葬者が遺影の前に順次座って焼香していく形式。
- 回し焼香

遺族や会葬者が着席した状態で並んだ上で、香炉を隣の人に移しながら順次焼香を行う形式。
この場合、香炉は台車付きの台に置かれ、台ごと移動させる。

### 各宗派における焼香
- 真言宗

焼香3回、線香も3本立てる。身・口・意の三業を清めるとされる。また「仏・法・僧」の三宝に捧げるという説、又は三毒の煩悩（貪り、いかり、愚痴）を一つずつなくすという説がある。
- 曹洞宗

焼香2回、線香は1本立てる。（線香を3本並べ立てる場合もある、この場合両脇を迎線香と呼ぶ、右・左・中央の順に立てる。）
焼香はまず右手に一つまみの香を取り軽く額の辺りに押し戴いて焚く（軽く左手を添えることもある）、次に香を押し戴かないで焚く。
初めに焚く香を主香、次に焚く香を従香という。
- 真宗大谷派

焼香2回、香を額に押し戴かない。線香は立てずに、折って寝かせる。
- 浄土真宗本願寺派

「香をお供えする」と言う意味から、焼香は1回、香を額に押し戴かない。線香は立てずに、折って寝かせる。
- 浄土宗

特にこだわらない。焼香1～3回、線香は1～3本立てる。
- 日蓮宗…その他

焼香3回、線香は1本立てる。

## 他宗教での焼香

### キリスト教
福音派では焼香は異教の偶像崇拝であるから、してはならないとされる。

## 製造

### 一般的な製法
香原料を刻んだものを混ぜることで作られている。
沈香や白檀、伽羅などの香木を主として、漢方薬にも使われる霍香(かっこう)や甘松、桂皮、丁子、大茴香、安息香、龍脳など様々な香原料を秘伝の調合に従って製造している。

### 著名なメーカー
- 長川仁三郎商店
- 玉初堂
- 松栄堂
- 日本香堂
- 梅栄堂